# Kurt Maix
Kurt Hans Maix (* 27. August 1907 in Wien; † 21. Dezember 1968 ebenda) war ein österreichischer Bergsteiger, Bergführer, Journalist und Schriftsteller.

## Leben
Maix, katholisch getauft, besuchte ein Realgymnasium in Wien und legte dort 1927 die Matura ab. Bereits in der Schulzeit war er Mitglied der Adler und Falken, einer völkischen Gruppierung in der bündischen Jugend. Frühzeitig begann er zu klettern; so gelang ihm im Juli 1925 bei einem Gautag des Österreichischen Wandervogels im Alleingang die direkte Durchsteigung der Vertatscha-Nordwand. Es folgten zahlreiche weitere Erstbegehungen, hauptsächlich im Dachsteingebirge, von denen insbesondere die der Südkante des Hohen Dirndl (zusammen mit Wolfgang Höfler) in der alpinen Literatur hervorgehoben wird. Genannt werden unter anderem auch seine Begehungen der Torstein-Südostwand, der direkten Rauchkarwand am selben Berg, ein unmittelbarer Einstieg zur Dachstein-Südwand sowie der sogenannte „Tote Hund“ (Türlspitz-Westriss).
Maix studierte bis 1932 Medizin an der Wiener Universität, ohne das Studium abzuschließen. Während des Medizinstudiums lernte er seine spätere Frau Nora Igler kennen, mit der er zwei Kinder hatte. Ab 1929 begann er als freier Mitarbeiter journalistische Texte zu verfassen, vor allem für die Wochenausgabe des Neuen Wiener Tagblatts, wo bis 1945 etwa 75 Artikel von ihm erschienen. Zudem schrieb er für die Allgemeine Bergsteiger-Zeitung, die Wiener Neusten Nachrichten und weitere Blätter, meist zu alpinistischen Themen.
Zum 29. Oktober 1932 trat Maix der NSDAP bei (Mitgliedsnummer 1.306.363), die Mitgliedschaft wurde 1938, nach dem Anschluss Österreichs, als gültig anerkannt. Seit 1935 veröffentlichte er Erzählungen und Bücher, so Der Mensch am Berg (1935). 1936 unternahm er Vortragsreisen durch insgesamt 62 Städte Deutschlands; in dieser Zeit war Maix in Berlin gemeldet. Er schrieb auch ein Jugendbuch Rettung aus der Rothorn-Nordwand, das 1937 im Franz Schneider Verlag erschien. Bei einer Begehung der Rauchkarwand am Torstein mit Richard Perner, Nora Igler und Heinz von Foerster im August 1936 stürzte Maix schwer und erlitt eine Kopfverletzung, konnte jedoch von seiner Seilschaft gerettet werden.
Nach dem Anschluss Österreichs verfasste er 1938 hymnische Artikel für die Tagesausgabe des Neuen Wiener Tagblatts, unter anderem über den Besuch Adolf Hitlers in Wien. Ab diesem Zeitpunkt war er Schriftleiter der Wochenausgabe des Blattes, von 1940 bis 1944 Hauptschriftleiter (Chefredakteur). Im März 1938 wurde Maix auch Mitglied der SA. Ab etwa 1943 fungierte er als Beisitzer des Presse-Bezirksgerichts beim NSDAP-Gau Wien und behielt diese Funktion bis in den April 1945 bei. Seine Religionszugehörigkeit wechselte er auf gottgläubig. Zudem verfasste er weitere Bergsteigerbücher.
Nach dem Zweiten Weltkrieg durfte Maix zunächst nicht weiter veröffentlichen, da er als nationalsozialistisch belastet eingestuft wurde. Auch seine Bücher standen zunächst auf einer Verbotsliste, wurden aber bald auf seinen Antrag hin bis auf zwei Werke freigegeben. Er soll zunächst als Holzarbeiter im Wald gearbeitet haben, nach anderen Angaben als Skilehrer und Bergführer für die britische Besatzungsarmee.
Nach wenigen Jahren konnte er sich wieder als Alpinschriftsteller etablieren. Er veröffentlichte unter anderem einen Kriminalroman, der später als Vorlage für den Toni-Sailer-Film Der schwarze Blitz diente, sowie Bücher über die Dachstein-Südwand, Alexander den Großen und den Bau des Kraftwerks Kaprun. Das letztere Buch diente auch als Vorlage für den Film Das Lied von Kaprun. Ab 1955 war er einige Jahre lang Vorsitzender der Sektion Reichenstein des Österreichischen Alpenvereins und blieb bis zu seinem Tod im Vorstand der Sektion.
Ferner redigierte Maix zwei sehr bekannte Bergsteigerbücher: Achttausend drüber und drunter von Hermann Buhl und Die weiße Spinne von Heinrich Harrer. Insbesondere bei Buhls Buch griff Maix tief in die Substanz des Buches ein und steuerte auch ein Vorwort bei.
Mit 61 Jahren starb Maix in seiner Heimatstadt Wien an einem Herzleiden.

## Werk und Rezeption
Maix ist vor allem als vielgelesener Alpinschriftsteller bekannt geworden, der neben seinen Büchern eine große Zahl von kürzeren Erzählungen, Berichten und journalistischen Arbeiten verfasst hat. Seine Bergbücher sind von prominenten Bergsteigern zum Teil sehr geschätzt worden, etwa von Peter Habeler und Kurt Diemberger. Es gibt jedoch auch sehr viel negativere Urteile. Ralf-Peter Märtin schrieb, in Maix’ Werken werde die „heroische Fanfare“ geblasen, und kritisierte seine „aus den dreißiger Jahren geschöpften stilistischen und ideologischen Beigaben“. Für den Alpinhistoriker Rainer Amstädter war Maix „seit den 1930er Jahren als Autor alpiner Heldenartikel Propagandist der deutschen Wiedererstarkung“ gewesen und machte mit seiner Propaganda des „heldischen Alpinismus“ in den 1950er Jahren einfach weiter.

### In der Zeit des Nationalsozialismus
Tatsächlich feierte Maix bereits 1935 in seinem ersten Buch, Der Mensch am Berg, den Alpinismus als den heldischen Sport. Im Anfangskapitel Alpinismus, der heldische Sport griff Maix auch den Zusammenhang zu Fronterlebnis und Krieg auf: „Aus den Gebeinen der Helden von Langemarck entwuchs ein neues sieghaftes Geschlecht, das sein Volk in die Freiheit führen wird.“ Als kennzeichnendes Zitat für Maix’ Bergsteigerprosa und den Konnex zur Aufrüstung wählte Märtin aus: „Der ‚innere Schweinehund‘ stirbt auf schweren Bergfahrten.“ Dass Maix ein entschiedener Anhänger des Nationalsozialismus in Österreich gewesen war, hat nicht einmal er selbst bestritten. So pries er 1938 zum vierten Jahrestag des nationalsozialistischen Juliputschs dessen Teilnehmer als „todesmutige Männer“. Otto Planetta und Franz Holzweber, die an der Ermordung des Bundeskanzlers Engelbert Dollfuß beteiligt gewesen und deswegen gehängt worden waren, erklärte er zu Märtyrern: „Ihr lebt, werdet immer in uns leben. Euer Tod hat mit dazu beigetragen, daß heute über unserm heißgeliebten Land die Fahne des Führers weht …“

### Ghostwriter nach dem Zweiten Weltkrieg
Maix’ Veröffentlichungen nach dem Zweiten Weltkrieg sind ebenfalls in diesem Licht diskutiert worden. Das gilt vor allem für seine Ghostwriter-Tätigkeit an Hermanns Buhls Achttausend drüber und drunter. Buhl hatte seinen Alleingang auf den Nanga-Parbat-Gipfel gegen die Anweisungen des Expeditionsleiters Karl Maria Herrligkoffer durchgesetzt. Vor allem aber hatte Herrligkoffer, gestützt auf eine Klausel im Expeditionsvertrag, jegliche Veröffentlichungen und Vorträge der Teilnehmer zu verbieten versucht, wenn sie ihm nicht vorher zur Genehmigung vorgelegt wurden. Herrligkoffer ließ nach dem Gipfelsieg Nachrichten verbreiten, die ihn selbst ins beste Licht rückten und Buhls Leistungen verkleinerten. Buhl reagierte schließlich, indem er dennoch seine Sicht in der Presse kundtat. Es kam zu langwährenden juristischen Streitigkeiten, die schließlich in einem Vergleich endeten: Buhl durfte ein eigenes Buch schreiben, das aber nur zu einem Viertel die Besteigung des Nanga Parbat behandeln durfte.
Buhl schrieb das Manuskript dieses Buchs, das offenbar verloren ist, eigenhändig, traute sich aber eine Veröffentlichung in der heiklen juristischen Lage nicht allein zu. So bat er den erfahrenen Bergschriftsteller Maix um Unterstützung, machte aber damit, wie der Alpinjournalist Märtin schrieb, „den Bock zum Gärtner“. Ein vielzitierter Brief von Maix an die Witwe Buhls, Eugenie, zeigt deutlich, dass er dabei weitreichende Veränderungen vornahm: „Die Bearbeitung seines Werks machte mich stolz, und ich erfüllte sie in seinem Sinn, behutsam, ohne ihn zu unterdrücken. Aber ich entfernte alles, was ihm schaden könnte, ich dichtete ganze Stellen ins Gegenteil um. […] Ich behütete Hermann, wie ich es immer tat, vor sich selbst, gegen die bösartige Umwelt. Darum schrieb ich ganze Kapitel um, manche […] völlig neu, aus eigenem.“ Reinhold Messner und Horst Höfler zeigten an einem Vergleich von Buhls Tourenberichten und Tagebüchern mit Passagen des veröffentlichten Buchs, dass Maix ein romantisierendes und heroisierendes Pathos in Buhls Buch hineingebracht hatte, das Buhl selbst gar nicht entsprach. Sie kommentierten: „Die Sprache des Wiener Journalisten war zwar Ausdruck jener gefühlsüberschwenglichen Zeit, die während der fünfziger Jahre weiterlebte, und sie wurde deshalb gern gehört und gelesen. Aber sie entsprach nicht Buhls Innenwelt. Maix romantisierte und heroisierte, wie er es beim ‚Völkischen Beobachter‘ gelernt hatte.“
Märtin wies darauf hin, dass insbesondere die Anspielungen auf Walter Flex und seinen Wanderer zwischen beiden Welten sehr wahrscheinlich von Maix stammten. Nicht nur Maix’ Vorwort trug in offensichtlicher Anlehnung an Flex den Titel Der Wanderer zwischen Erde und Wolken, auch in dem unter Buhls eigenem Namen veröffentlichten Schlusskapitel „Ein Jahr darnach“ wird der „Eid“ aus Flex’ Gedicht Eisgrauer See herbeizitiert: „Was Frost und Leid! Mich brennt ein Eid. Der glüht wie Feuersbrände durch Schwert und Herz und Hände. Es ende drum, wie’s ende – Deutschland, ich bin bereit.“ Diese Verbindung zu Flex stammte aus den 1930er Jahren; damals hatte sie der Reichssportführer Hans von Tschammer und Osten bei seiner Gedenkrede auf die deutsche Nanga-Parbat-Expedition 1934 aufgerufen. Auch der Literaturwissenschaftler Michael Ott hält es für „schwer vorstellbar“, dass der „gänzlich unheroische Buhl die Schlusspassagen des Buchs selbst verfasst hat, in denen der Schreiber seinen ‚gefallenen‘ Vorgängern imaginär ‚Meldung‘ macht“. Der Literaturwissenschaftler Harald Höbusch analysierte die Erzählstrategien im Nanga-Parbat-Teil von Achttausend drüber und drunter und kam zu dem Ergebnis, dass hier zwei widersprüchliche Strategien unvermittelt nebeneinander stehen: die beißende Kritik an Herrligkoffers Expeditionsleitung und die Übernahme seiner Interpretation des Gipfelsiegs als Erfüllung des Vermächtnisses von Willy Merkls Expedition von 1934 (Herrligkoffer war Merkls Halbbruder). Dieser Widerspruch finde seine Erklärung in Maix’ Bearbeitung des Werks, die Herrligkoffers Interpretation in das Werk eingebracht habe.
Märtins Urteil ist scharf: „Maix’ Zusätze haben Buhls Buch ruiniert. Dank seiner aus den dreißiger Jahren geschöpften stilistischen und ideologischen Beigaben ist es heute in weiten Teilen genauso unlesbar wie Herrligkoffers Elaborat.“ Doch wie bereits Messner und Höfler angedeutet hatten, wurden diese Beigaben von vielen Lesern nach wie vor geschätzt. Kurt Diemberger, der Buhls Partner bei dessen letzter Expedition auf die Chogolisa war, bei der Buhl tödlich abstürzte, verteidigte Maix’ Arbeit und brachte 2005 eine im Hauptteil lediglich leicht gekürzte Neuausgabe des Buchs heraus, ohne Hinweis auf den Koautor Maix, dafür ergänzt um die Touren- und Tagebücher von Buhl. Hans Kammerlander berichtete im Vorwort, dies sei eines der ersten Bergbücher, die er verschlungen habe, und rühmte es als „Kostbarkeit“.

## Veröffentlichungen

### Bücher als Autor
- Der Mensch am Berg. Von der Freude, dem Kampf und der Kameradschaft der Bergsteiger. Ein Bildbericht von Dr. Hans Franz mit Worten von Kurt Maix. Bruckmann, München 1935
- Die Rettung aus der Rothorn-Nordwand. Schneider, Berlin 1937
- Bergler, Bauern, Kameraden. Deutscher Verlag für Jugend und Volk, Wien 1940 (= Die junge Ostmarkreihe, Bd. 4)
- Alpinismus in Niederdonau. St. Pöltner Zeitungs-Verlags-Gesellschaft, St. Pölten 1941 (= Niederdonau, Ahnengau des Führers, Bd. 40)
- Lachender Schnee. Erlebte und erlauschte Geschichten von weißen und zünftigen Gesellen. Menge, Berlin 1943
- Spangaletti. Die Fahrt auf den Großglockner. Menge, Berlin 1943
- Flaggen im Nebel. Ein Wintersport-Kriminalroman. Obelisk, Velden 1949. Vorlage für den Film Der schwarze Blitz mit Toni Sailer
- Gehe zum Berg und komme wieder. Ein Leitfaden für Bergwanderer. Österreichische Staatsdruckerei, Wien 1950
- Im Banne der Dachstein-Südwand. Das Bergland-Buch, Wien 1952
- Der Adler Ahuras. Der Zug nach dem Berge der Götter. Alexanders des Großen Lebensroman. Das Bergland-Buch, Wien 1957
- Kaprun. Bezähmte Gewalten. Wollzeilen, Wien 1964
- Berge – ewiges Abenteuer. Nymphenburger Verlags-Handlung, München 1966
- Berggeschichten. Wollzeilen, Wien 1967

### Bücher als Mitarbeiter
- Hermann Buhl: Achttausend drüber und drunter. Nymphenburger Verlagshandlung, München 1954 (darin: Vorwort: Der Wanderer zwischen Erde und Wolken, S. 7–16)
- Heinrich Harrer: Die Weiße Spinne. Geschichte der Eiger-Nordwand. Ullstein, Berlin 1958

### Hörfunk
- Rettung aus der Dachstein-Südwand. Radio Wien, 16. Juli 1933

### Filme
- Heimat am Steilhang. Dokumentarfilm, Deutschland 1943 (Drehbuch und Darsteller)
- Eva erbt das Paradies. Spielfilm, Österreich 1951 (Drehbuch, mit Gunther Philipp und Franz Antel)
- Das Lied von Kaprun. Spielfilm, Deutschland/Österreich 1954/55 (Drehbuch, mit Anton Kutter)
- Der schwarze Blitz. Spielfilm, Deutschland/Österreich 1958 (literarische Vorlage, nach Motiven des Romans Flaggen im Nebel)